# Барненес
48°40′03″ пн. ш. 3°51′31″ зх. д. / 48.6675° пн. ш. 3.8586111111111° зх. д.
Курган Барненес (фр. Barnenez) — пам'ятка епохи неоліту. Знаходиться біля міста Плузок, на півострові Кернел (Kernéléhen) на півночі округу Фіністер, Бретань (Франція). Відноситься до раннього неоліту, датується приблизно 4,5 тис. років. до н. е. Вважається одним з найраніших мегалітів в Європі. На кургані є зразки мегалітичного мистецтва.
Подібні, можливо, споруджені в той же час пам'ятники виявлені в 22 інших місцях Франції (зокрема, у Гаврині) і на острові Джерсі (джерсійські пам'ятники, як правило, збереглися краще, ніж на материку).

## Історія

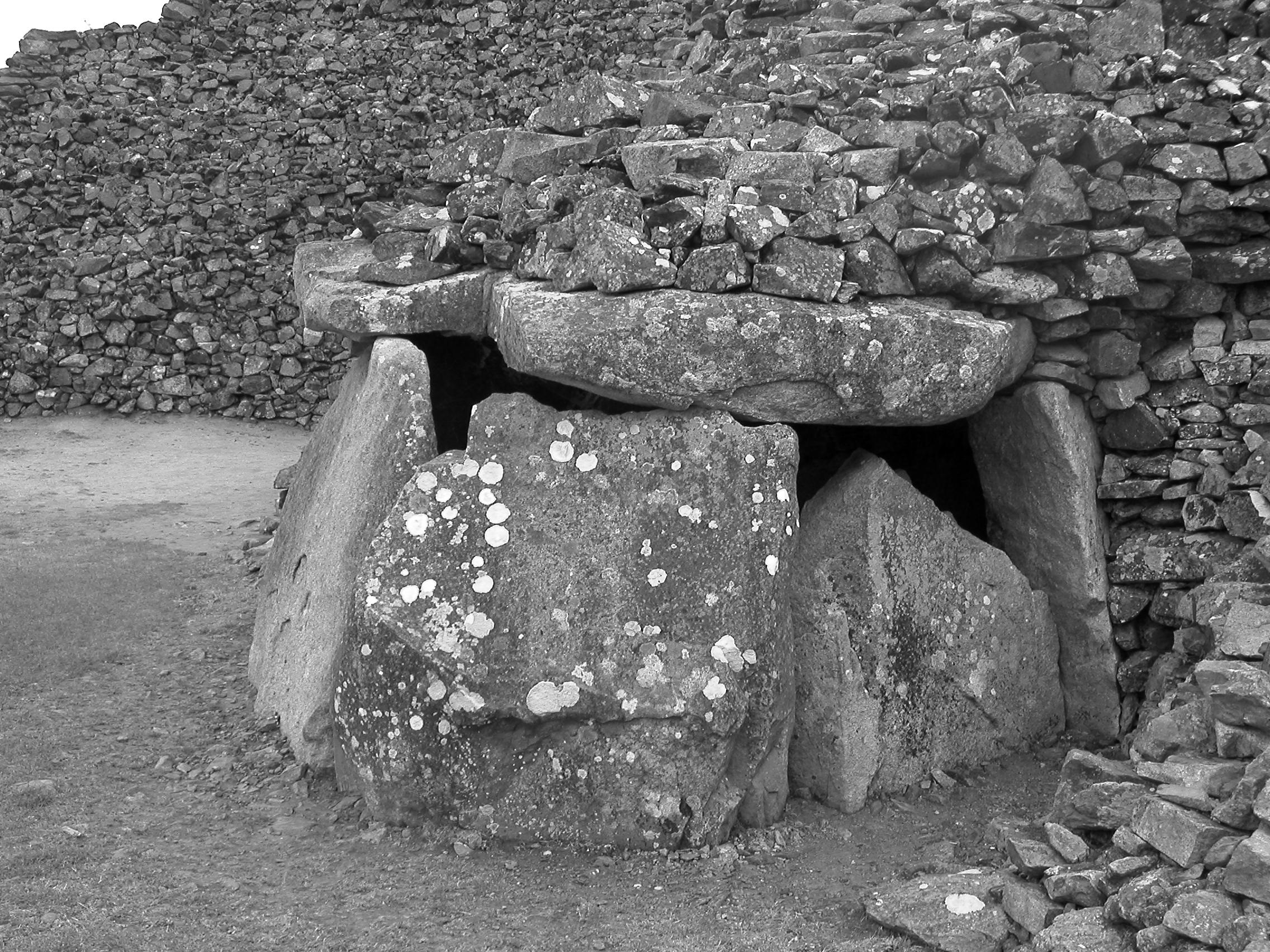
Одна з камер, виявлена у результаті видобутку каміння в XX столітті.

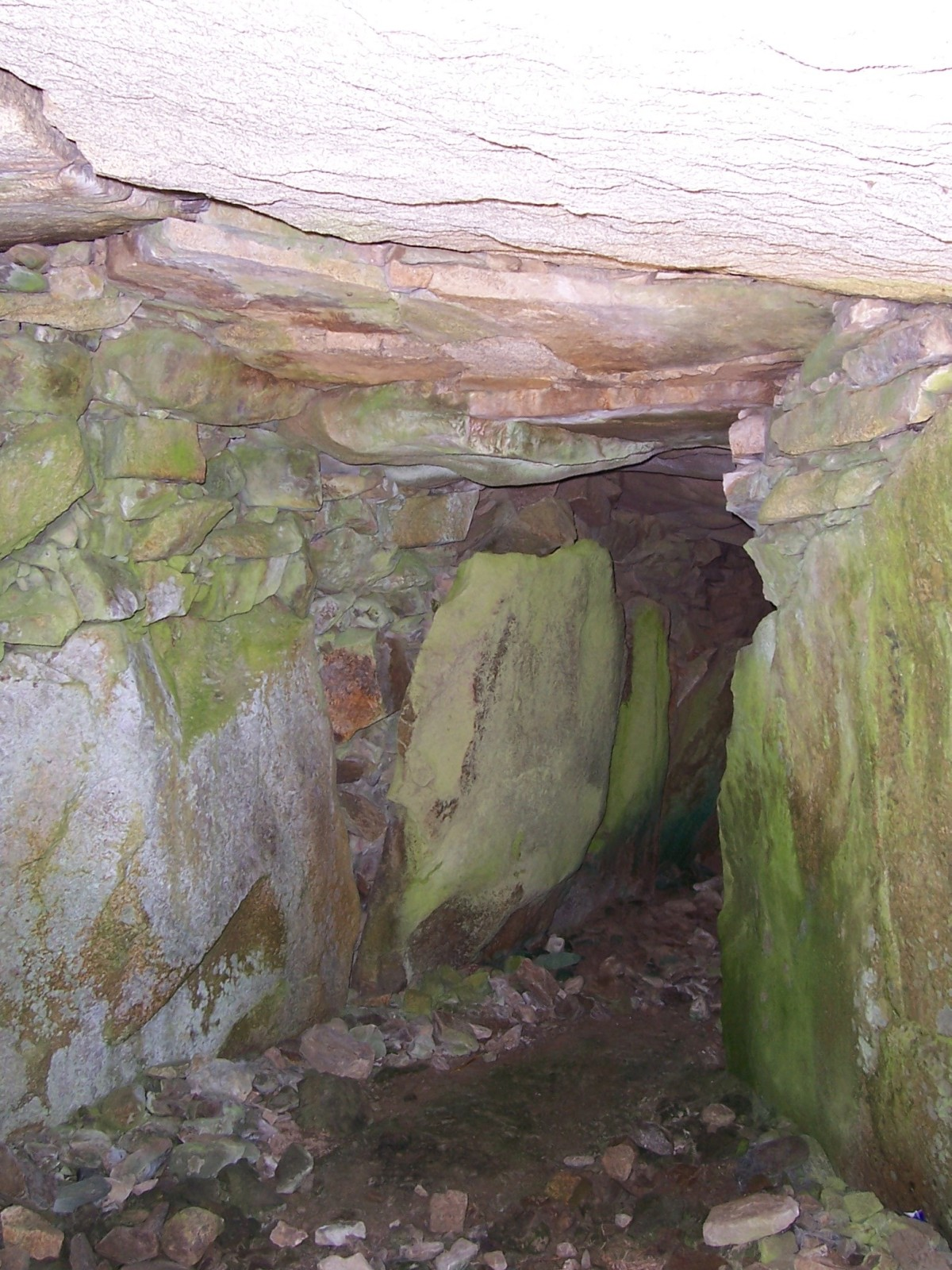
Один з коридорів Барненес.

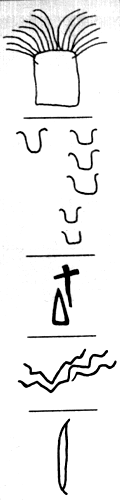
Приклади мегалітичного мистецтва.

### Датування
Датування радіовуглецевим методом показала, що перший етап спорудження монумента припав на період між 4850 і 4250 рр. до н. е., а другий етап - між 4450 і 4000 до н. е.

### Подальше використання
Кераміка, виявлена всередині кургану і навколо нього, показує, що він повторно використовувався в період бронзової доби в 3 тис. до н. е.

### Визнання пам'ятником старовини
Вперше каїрн було нанесено на карту в 1807 році, коли складався наполеонівський кадастр. Науковому світу Барненес став відомий в 1850 р на конгресі в Морлі (Morlaix), де він був віднесений до курганів.

### Пошкодження
Барненес знаходився у приватній власності до 1950-х років, і використовувався як каменоломня - з нього добувалися камені для бруківці. Ця діяльність, яка загрожувала повним руйнуванням пам'ятника, була припинена тільки після відкриття кількох похоронних камер в 1950-і роки. Після цього місцева громада взяла в свої руки управління пам'ятником.

### Реставрація і розкопки
Барненес був відновлений в період 1954-1968 років. У той же час з нього була вилучена рослинність, почалися систематичні розкопки.

## Монумент

### Курган
На початок ХХІ сторіччя довжина каїрна Барненес досягає 72 метрів, ширина до 25 метрів і висота 8 метрів. Загальна маса каменю кургану становить від 13 до 14 тисяч тонн. Курган містить 11 камер, в які ведуть роздільні коридори. У кургані - майже урвистий фасад і ступінчастий профіль. Кілька внутрішніх стін або є давнішні фасади, або служать як опорні конструкції. Курган складається з відносно невеликих кам'яних блоків, істинними мегалітами є лише камери.
З Барненес відкривається вид на затоку Морлі (Morlaix). Ймовірно, під час спорудження храму прибережні землі були досить родючі

## Стадії спорудження
Монумент споруджувався поетапно. На першому етапі (до 4500 р. до н.е. е.) Був споруджений кїірн 1, що включає 5 камер і оточений подвійним рядом каменів. На другій стадії (близько 4200 - 3900 рр. до н. Е.) Споруджений каїрн 2 з 6 камерами, ширший і вищий. На другій стадії використовувалося більше граніту.

### Спосіб споруди

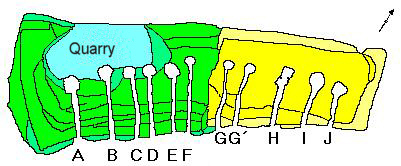
Спрощений план. Каїрн 1 — жовтий, каїрн 2 — зелений.

1 м³ кургану Барненес містить 1500 кг каменю. За оцінками, видобуток, обробка, перевезення та встановлення на місці такої кількості каменю вимагала 4 робочих днів одного працівника (з урахуванням 10-годинного робочого дня). Оригінальний пам'ятник, Каїрн 1, має обсяг близько 2 тис. м³; він містить 1000 т граніту та 3000 т долеріту. Таким чином, для його спорудження було б потрібно від 15 до 20 тис. чоловіко-днів, або 200 робочих на три місяці. В остаточній формі курган Барненес майже втричі перевищував початковий розмір (на 1-й стадії).

### Мегалітичне мистецтво

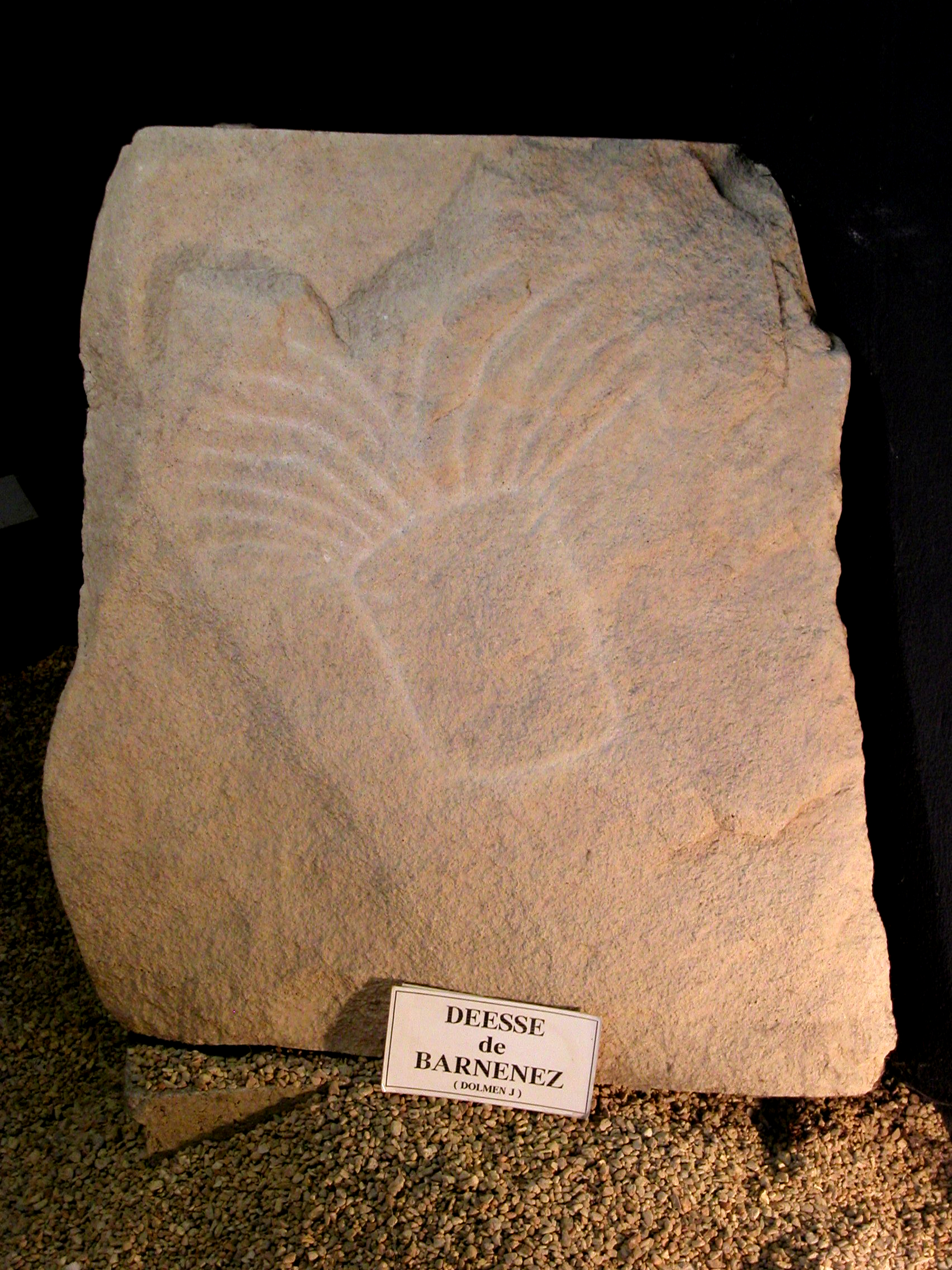
Репродукція «дольменної богині» з Барненес.

У деяких коридорах і камерах виявлені вирізані на каменях символи - зображення луків, сокир, хвиль, змій, П-подібні знаки. Один з каменів з вирізаними малюнками спочатку був частиною іншої споруди; подібне ж повторне використання каменів спостерігалося і в ряді інших пам'яток, наприклад, Гаврині.
Символи, вирізані на кам'яних блоках, нагадують символи на інших мегалітичних пам'ятниках Бретані; один з часто повторюваних символів умовно позначається як «богиня дольменів».

### Знахідки
Артефакти були виявлені тільки в каїрні 2 - кераміка, поліровані кам'яні сокири та наконечники стріл епохи неоліту. Крім того, були виявлені предмети пізнішого періоду. Осколки кераміки, виявлені в околицях пам'ятника, показують, що він був повторно використаний під час бронзової доби, конкретно в 3 тисячолітті до н. е. До цього періоду відносяться мідний кинджал і зазубрений наконечник стріли епохи халколіту.